# Vladimir Andrejevič Markov
Vladimir Andrejevič Markov [vládimir andréjevič márkov] (rusko Владимир Андреевич Марков), ruski matematik, * 8. maj 1871, † 18. januar 1897.
Vladimir je bil mlajši brat matematika Andreja Andrejeviča starejšega. Umrl je zaradi tuberkuloze v starosti 25 let.
Študiral je na Državni univerzi v Sankt Peterburgu. 
Kušner navaja naslednjo anekdoto. Andrej Andrejevič je pri izpitu dal Vladimirju nalogo, ki jo je rešil v trenutku. Andrej je odgovoril: »Mladenič, jaz tega ne bi tako hitro naredil,«, pri čemer mu je Vladimir odgovoril: »No, ti si v državi znan kot razvpiti bedak.« Njegovo delo O funkcijah, najmanj oddaljenih od ničel (О функциях, наименее уклоняющихся от нуля) je vzbudilo pozornost še za časa njegovega študija. Poleg tega dela je napisal članek v Poročilih Harkovskega matematičnega društva in nedokončano magistrsko nalogo O pozitivnih trojnih kvadratnih formah (О положительных тройничных квадратичных формах), ki je bila izdana po njegovi smrti na pobudo brata Andreja.